# Live at the Brixton Academy
Live at the Brixton Academy je první koncertní album americko-britské rockové skupiny Brian May v čele s kytaristou Brianem Mayem. Na albu je nahrávka koncertu z Londýna z 15. června 1993. Album bylo vydáno na CD, kazetě, jako LP a VHS. Jedná se o jediné společné album skupiny.

## Přehled
Album je téměř kompletní a neupravenou verzí koncertu. Jediná píseň, která nemohla být do alba zařazena, je God (The Dream Is Over) od Johna Lenona. Písně Back to the Light, Tie Your Mother Down, Love Token, Headlong, Let Your Heart Rule Your Head“, „Resurrection“ (zejména bubnové sólo Cozyho Powella), We Will Rock You a Hammer to Fall jsou na CD mírně zkráceny, ale objevují se v plné délce na 90minutové nahrávce koncertu. Mluvená část po písni Love Token nebyla do nahrávky zahrnuta, protože obsahovala příliš mnoho vulgárních výrazů, ale lze ji plně slyšet i na neoficiálním záznamu publika.
Skladby ’39 / Let Your Heart Rule Your Head, Last Horizon a We Will Rock You z představení byly také vydány jako b-strany na několika verzích singlu Briana Maye Last Horizon.

## Seznam písní
Všechny skladby napsal Brian May, pokud není uvedeno jinak
1. Back to the Light
2. Driven by You
3. Tie Your Mother Down
4. Love Token
5. Headlong
6. Love of My Life (Freddie Mercury)
7. ’39 / Let Your Heart Rule Your Head
8. Too Much Love Will Kill You (May, Frank Musker, Elizabeth Lamers)
9. Since You've Been Gone (Russ Ballard)
10. Now I'm Here
11. Guitar Extravagance
12. Resurrection (May, Cozy Powell, Jamie Page)
13. Last Horizon
14. We Will Rock You
15. Hammer to Fall

## Obsazení nástrojů
- Brian May – hlavní zpěv, kytara
- Jamie Moses – doprovodná kytara, doprovodné vokály
- Spike Edney – hammondovy varhany, syntezátor, klavír, doprovodné vokály
- Neil Murray – basová kytara
- Cozy Powell – bicí
- Catherine Porter – doprovodné vokály
- Shelley Preston – doprovodné vokály, tamburína